# Ritchie Jones
Richard "Ritchie" Jones (ur. 26 września 1986 w Manchesterze) – angielski piłkarz występujący na pozycji pomocnika w Bradford City.

## Początki
Jones zapisał się do akademii Manchesteru w wieku 9 lat. Zdobył Złotą Bramkę w zwycięskim finale Milk Cup 2003, w którym przeciwnikiem było Preston. Był kapitanem młodzieżowej drużyny United, zaś w sezonie 2005/2006 został włączony do zespołu rezerw. W sezonie tym rezerwy zdobyły tytuł mistrzowski.
Jones grał także dla Anglii U-15, U-16, U-17, U-18, U-19 i U-20. Został szczególnie zapamiętany z gry dla Anglii U-19, która to z nim w składzie dotarła w 2005 do finału Mistrzostwa Europy U-19 w piłce nożnej, który zakończył się porażką z Francją. Przez większość spotkań był kapitanem drużyny.

## Kariera seniorska
Profesjonalny kontrakt z United podpisał w 2003. Jones dołączył do pierwszego zespołu Manchesteru w 2005. Zadebiutował 26 października 2006 w spotkaniu Pucharu Ligi. Był zmiennikiem w meczu Ligi Mistrzów z Lille OSC. Przebywał na ławce rezerwowych w pojedynku z Aston Villą w Premiership, zaś niedługo po tym zaliczył występ w wyjazdowym meczu z Birmingham City w Pucharze Ligi.
W kolejnym spotkaniu, w którym wystąpił, przeciwko West Bromwich Albion na Old Trafford zdobył bramkę, którą zadedykował George'owi Bestowi. Jego ostatni występ przed wypożyczeniem przypadł na zakończone bezbramkowym remisem spotkanie z Burton Albion. W sezonie 2004/2005 występował w rezerwach United i przyczynił się do zwycięstwa "Czerwonych Diabłów" w rozgrywkach.
Jones przebywał na wypożyczeniu w belgijskim Royal Antwerp, który to stanowi filię Manchesteru United. Zaliczył w niej 6 występów, zaś samo wypożyczenie zostało skrócone z powodu kontuzji Jonesa, który po doznaniu urazu wrócił do Anglii.
Na początku sezonu 2006/2007 wystąpił w dwóch towarzyskich meczach z Preston North End i Macclesfield Town, w którym to zaliczył asystę przy golu Wayne'a Rooneya. W czasie sezonu wystąpił w kilku meczach Pucharu Ligi, m.in. w wygranym 2:1 spotkaniu z Crewe Alexandra, kiedy to po jego podaniu Ole Gunnar Solskjær strzelił pierwszą bramkę. W październiku 2006 został wypożyczony do Colchester United. Jego postawa została doceniona przez menedżera drużyny, Gerainta Williamsa, który wielokrotnie chwalił zawodnika.
W lutym 2007 został wypożyczony do Barnsley. Otrzymał koszulkę z numerem 10 i zaliczył cztery występy w składzie.
Na początku sezonu 2007/2008 zagrał w spotkaniu kontrolnym z Peterborough United, zaś jego partnerem w pomocy był Owen Hargreaves. Manchester zwyciężył 3:1, a Jones raz wpisał się listę strzelców. 14 sierpnia 2007 przystał na krótkoterminowe wypożyczenie do Yeovil Town, ważne do 31 grudnia 2007. Zadebiutował 18 sierpnia w meczu z Port Vale. Po jego podaniu padła bramka dająca Yeovil zwycięstwo 1:0. 28 grudnia Jones wrócił do Manchesteru. 4 lipca 2008 na zasadzie wolnego transferu przeszedł do Hartlepool United. Dwa lata później podpisał roczny kontrakt z Oldham Athletic.
13 lipca 2011 roku podpisał dwuletni kontrakt z Bradford City.